# Victor Léonard Michel (1851-1918)
Victor Léonard Michel (Gent, 8 januari 1851 - Brussel, 4 december 1918) was een Belgisch militair en minister van Oorlog.

## Levensloop
Na studies aan de Koninklijke Militaire School promoveerde Michel in 1872 tot onderluitenant van de artillerie. Later werd hij in het Belgische Leger kapitein-commandant van het Eerste Regiment van artillerie.
Van 1894 tot 1896 werkte Michel als kapitein-commandant van de Force Publique in Kongo-Vrijstaat, waar hij eveneens als directeur bevoegd was voor het bouwen van verdedigingswerken in Neder-Congo. In 1898 keerde hij als majoor van de artillerie terug naar Kongo-Vrijstaat, ditmaal bevoegd als commissaris van de koning-soeverein. In mei 1899 werd hij vicegouverneur-generaal en bleef dit tot aan zijn terugkeer naar België in augustus 1900. 
Vervolgens nam hij functies in het Belgische Leger opnieuw op en in maart 1910 promoveerde hij tot generaal-majoor. Hij was van april tot november 1912 korte tijd minister van Oorlog in de regering-De Broqueville I. 
In maart 1913 promoveerde hij tot luitenant-generaal en bevelhebber van de Stelling Antwerpen, waarna hij in november 1913 op pensioen ging.